# Zambia Ladies Open
Het Zambia Ladies Open is een golftoernooi voor vrouwen in Zambia, dat deel uitmaakt van de Sunshine Ladies Tour. Het toernooi werd opgericht in 2014.
Het wordt gespeeld in een strokeplay-formule van drie ronden en er kunnen maximaal 49 golfsters aan dit toernooi deelnemen.

## Winnaressen
| Jaar | Baan            | Stad  | Winnaar           | Score | Score | Info  |
| ---- | --------------- | ----- | ----------------- | ----- | ----- | ----- |
| 2014 | Ndola Golf Club | Ndola | Stacy Lee Bregman | 211   | –8    | [ 2 ] |